# エッグ・ビール
エッグ・ビール（エッグ・ビア）とは、その名の通り、ビールに卵を入れたものである。ビールベースのカクテルの1つ。使用するビールは特に決まっていない。なお、本項では、エッグ・ビールの範疇に入る、イエロー・サンセットについても記述する。

## エッグ・ビール

### 標準的なレシピ
- 卵黄（鶏卵） ＝ 1個
- ビール ＝ 適量

### 作り方
ゴブレット（容量300ml程度）に卵黄を入れて潰し、よく冷やしたビールを注いで軽くステアすれば完成である。

## イエロー・サンセットの概要
イエロー・サンセットは、ビールベースのカクテルである。エッグ・ビールとの違いは、ビールが黒ビールに限定されている点である。

### 標準的なレシピ
- 卵黄（鶏卵） ＝ 1個
- 黒ビール ＝ 適量

### 作り方
タンブラー（容量240mL程度、または、300mL程度）に卵黄を潰さないように入れて、よく冷やした黒ビールを注いで軽くステアすれば完成である。なお、飲む人が好みに応じて卵黄を混ぜられるように、マドラー（かき混ぜ棒）を添えること。